# Isma'il Pascià
Ismāʿīl Pascià (in arabo إسماعيل باشا‎?, Ismā‘īl Bāshā; in turco İsmail Paşa; Il Cairo, 31 dicembre 1830 – Costantinopoli, 2 marzo 1895), detto anche Isma'il il Magnifico, fu wālī (in arabo والي‎?) e poi chedivè (turco ottomano خدیو, ḫıdiv) d'Egitto tra il 18 gennaio 1863 e l'8 agosto 1879, quando fu deposto dal Regno Unito a favore del figlio primogenito Tawfīq Pascià.
Mentre era al potere dette un grande impulso alla modernizzazione dell'Egitto e del Sudan, indebitando però drammaticamente il Paese. La sua filosofia può essere racchiusa in una dichiarazione che egli rese nel 1879: «il mio Paese non è più in Africa; noi siamo ora parte dell'Europa. È pertanto naturale per noi abbandonare le nostre antiche strade e adottare un nuovo sistema, adatto alle nostre condizioni sociali».
La città di Ismailia è stata nominata in suo onore.

## Biografia
Ismāʿīl nacque al Cairo nel Palazzo al-Musafir Khana,
secondo dei tre figli di Ibrāhīm Pascià e nipote di Mehmet Ali; sua madre era Hoshiyar Qadin, terza moglie del padre.
Fu iniziato alla massoneria dal gruppo francese di Ferdinand de Lesseps.

### Gioventù e istruzione
Dopo aver ricevuto un'educazione di stampo europeo a Parigi, dove frequentò l'École d'état-major, Ismāʿīl tornò in patria e, alla morte del fratello maggiore, divenne erede dello zio Sa'id Pascià, wāli d'Egitto e Sudan. Questi, che in apparenza concepiva la sua personale sicurezza tenendo lontano da sé il nipote, lo impiegò nei pochi anni successivi in missioni all'estero, in modo specifico presso il papa, l'imperatore Napoleone III e il sultano dell'Impero ottomano. Nel 1861 egli fu destinato a guidare un esercito di 14.000 uomini per domare un'insurrezione in Sudan, compito che Ismāʿīl assolse egregiamente.

### Chedivè d'Egitto
Dopo la morte di Saʿīd, Ismāʿīl fu proclamato wāli il 19 gennaio 1863 e, come ogni governante egiziano a partire dal nonno Mehmet Ali, fu investito del titolo di chedivè, che la Sublime porta fino ad allora non aveva mai riconosciuto. Nel 1867, grazie all'opera di Nubar Pascià, Ismāʿīl riuscì a persuadere il sultano ottomano Abdul Aziz a emanare un firmano (decreto) in cui lo si riconosceva ufficialmente come chedivè in cambio dell'aumento del tributo versato a Costantinopoli. Un altro firmano cambiò la legge che si limitava a decretare la successione di padre in figlio, aggiungendovi anche quella da fratello a fratello, e un ulteriore decreto del 1873 confermò l'indipendenza di fatto dell'Egitto dall'Impero ottomano.

#### Riforme
Ismāʿīl avviò un vasto programma di riforme interne, sull'esempio di suo nonno, rimodellando il sistema doganale e postale, stimolando il progresso commerciale, creando un'industria saccarifera, facendo edificare palazzi, finanziando generosamente la costruzione e la manutenzione di un importante teatro dell'opera e di un non meno importante teatro. Dette grande impulso alla crescita urbanistica del Cairo, edificando un'intera nuova città nella sua periferia occidentale, prendendo come esempio Parigi; anche Alessandria fu oggetto delle sue cure. Avviò inoltre un vasto progetto ferroviario che vide nascere in Egitto e Sudan una rete di rilevanza mondiale.

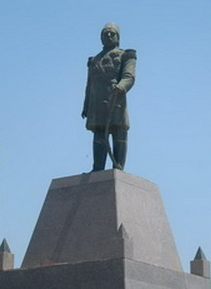
Statua di Ismāʿīl Pascià ad Alessandria d'Egitto

Una delle sue realizzazioni più significative fu la costituzione di un'assemblea di deputati nel novembre 1866: sebbene avesse funzioni meramente consultive, i suoi componenti ebbero un'influenza notevole sugli affari politici ed economici governativi, dal momento che in essa era predominante la presenza dei capivillaggio (omda), che godevano di un grande seguito sul territorio. Ciò fu palese nel 1876, allorché l'assemblea convinse Ismāʿīl a reintegrare la legge (da lui promulgata nel 1871 per incrementare gli introiti monetari statali, ma più tardi revocata) che permetteva di acquisire proprietà fondiarie e altri privilegi fiscali a chi avesse pagato in anticipo le imposte fondiarie di sei anni.
Ismāʿīl cercò di ridurre il traffico di schiavi e di estendere il ruolo dell'Egitto in Africa. Nel 1874 egli annetté il Darfur, ma la sua espansione in Etiopia fu bloccata dopo che l'esercito egiziano fu ripetutamente sconfitto dall'imperatore Giovanni IV (Yohannes IV), prima a Gundat il 16 novembre 1875 e in seguito a Gura, nel marzo dell'anno seguente.

#### Guerra con l'Etiopia
Ismāʿīl sognava di espandere il suo regno su tutto il bacino del Nilo, incluse le varie sorgenti, e sull'intera costa africana del Mar Rosso. Ciò, insieme a voci circa l'esistenza di ricchezze naturali nel sottosuolo e a terre fertili, lo indusse ad avviare una politica di espansione ai danni dell'Etiopia, governata dall'imperatore Giovanni IV. Nel 1865 la Sublime porta cedette a Ismāʿīl la provincia di Habesh (Habesh Eyalet), con Massaua e Suakin sul mar Rosso e le principali città di quella provincia; quest'ultima, confinante con l'Etiopia, consisteva essenzialmente soltanto in una striscia costiera, ma il suo retroterra naturale era il territorio controllato dal governo etiopico. Ismāʿīl occupò le regioni reclamate dagli ottomani quando si furono insediati nella provincia (eyalet) di Habesh nel XVI secolo. Furono avviati nuovi progetti economicamente promettenti, come vaste coltivazioni di cotone a Barka. Nel 1872 Bogos (con la sua città di Keren) fu annessa dal governatore della nuova "provincia del Sudan orientale e della Costa del mar Rosso" Werner Munzinger Pascià. Nell'ottobre del 1875 l'esercito del chedivè occupò l'adiacente altopiano di Amasien, all'epoca tributario dell'imperatore d'Etiopia, ma a novembre fu annientato nella battaglia di Gundet, presso il fiume Mareb. Nel marzo 1876 soffrì ancora una disfatta drammatica dopo un attacco dell'esercito di Giovanni IV nella battaglia di Gura. Il figlio del chedivè Ḥasan Ismāʿīl Pascià fu catturato dagli etiopi e rilasciato solo dietro un consistente riscatto. Seguì una prolungata "guerra fredda", terminata solo nel 1884 col trattato di Hewett, quando Bogos fu restituita all'Etiopia. La provincia del mar Rosso creata da Ismāʿīl e dal suo governatore Munzinger Pascià fu conquistata di lì a poco dagli italiani e divenne la base territoriale della colonia eritrea (proclamata nel 1890).

#### Canale di Suez
Ismāʿīl è strettamente legato alla costruzione del canale di Suez: ne diede il consenso e supervisionò la parte egiziana dei lavori. Al momento della sua ascesa al trono, rifiutò di ratificare le concessioni alla Compagnia del Canale di Suez del suo predecessore Saʿīd e la questione fu affidata nel 1864 al giudizio di un arbitrato di Napoleone III, che riconobbe un compenso alla compagnia di 3.800.000 di sterline per le perdite derivanti dai cambiamenti imposti da Ismāʿīl rispetto al piano originario. Il chedivè allora usò ogni mezzo possibile per rafforzare la sua causa di fronte ai sovrani stranieri e all'opinione pubblica, e vi riuscì grazie al suo indubbio carisma e alle sue spese giudiziose. Nel 1867 visitò Parigi e Londra, dove fu ricevuto dalla regina Vittoria e dal lord mayor di Londra; durante il soggiorno in Gran Bretagna passò in rivista la flotta britannica con il sultano ottomano. Nel 1869 fece un'altra visita al Regno Unito. Quando il canale fu infine inaugurato nel novembre 1869, Ismāʿīl organizzò celebrazioni senza precedenti, invitando dignitari da tutto il mondo. Nell'occasione venne anche inaugurato il teatro dell'Opera del Cairo con una recita di Rigoletto. Successivamente, nel dicembre del 1871, vi fu rappresentata, in prima esecuzione mondiale, l'Aida di Giuseppe Verdi, che doveva esaltare le glorie della civiltà egiziana.

#### Debiti
Questi sviluppi - specialmente la costosa guerra contro l'Etiopia - lasciò l'Egitto pesantemente indebitato verso le potenze europee, le quali ne approfittarono per strappare concessioni a Ismāʿīl, tra cui una molto impopolare fra gli egiziani: il nuovo sistema delle corti miste, con le quali gli europei erano sottoposti ad eventuale giudizio da parte di giudici appartenenti alla loro nazione d'appartenenza, anziché dai giudici egiziani, malgrado il crimine contestato fosse stato perpetrato sul suolo d'Egitto.
Infine giunse l'inevitabile crisi economica: il debito nazionale egiziano era di oltre 100 milioni di sterline britanniche (rispetto agli appena 3 milioni dell'ascesa al trono di Ismāʿīl), accumulato dal chedivè, la cui idea di base per liquidare i debiti era quella di chiedere ulteriori prestiti, anche a costo di accollarsi ratei di interesse superiori. I possessori delle obbligazioni egiziane rimasero restii a sottoscrivere le nuove emissioni governative; nei tribunali internazionali furono pronunciati giudizi negativi nei confronti del chedivè e, quando questi non poté ottenere più alcun prestito, cedette le sue quote di proprietà della Compagnia del Canale di Suez nel 1875 al governo britannico per appena £ 3.976.582; ciò dette immediatamente seguito all'avvio delle pesanti ingerenze della corona britannica e della Francia.

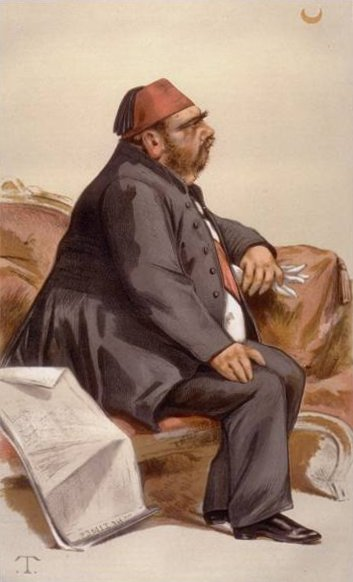
"L'ex-Khedive" raffigurato da Théobald Chartran su Vanity Fair, Maggio 1881

Nel dicembre 1875 il governo britannico inviò Stephen Cave per indagare sulle finanze dell'Egitto e nell'aprile 1876 fu pubblicata la sua relazione, in cui si avvertiva che, per ovviare agli sprechi e sperperi egiziani, era necessario per le potenze straniere intervenire per rimettere in ordine i conti: il risultato fu l'istituzione della "Caisse de la Dette" (commissione del debito pubblico). A ottobre George Goschen e Joubert effettuarono un'ulteriore indagine, che si concluse con l'istituzione di un controllo diretto anglo-francese sulle finanze egiziane e sul governo; un'altra commissione d'inchiesta, condotta da sir Evelyn Baring e da altre personalità nel 1878, culminò nella cessione del patrimonio di Ismāʿīl alla nazione egiziana e nella sua accettazione di un regime di sovranità costituzionale, con Nubar Pascià come primo ministro, il britannico Charles Rivers Wilson come ministro delle Finanze e il francese Ernest-Gabriel de Blignières come ministro dei Lavori pubblici.

### La rivolta di ʿOrābī Pascià e l'esilio
Tale controllo del paese fu avvertito come inaccettabile da molti egiziani, che si unirono sotto il colonnello Ahmad Orabi: la cosiddetta "rivoluzione di Orabi" incendiò l'Egitto. Sperando che la rivolta potesse liberarlo dal giogo europeo, Ismaʿil fece poco per contrastare Orabi e cedette alle sue richieste di sciogliere il governo. La Gran Bretagna e la Francia fecero pressioni nel maggio 1879 per far insediare nuovamente i ministri britannici e francesi, ma col paese ampiamente sotto controllo di Orabi il chedivè non era intenzionato ad acconsentire. Gli europei, dunque, convinsero il sultano ottomano a destituire Ismaʿil, che lasciò la sua carica il 26 giugno 1879. Suo figlio Tawfiq Pascià, più malleabile, fu nominato suo successore. Ismaʿil partì dall'Egitto alla volta di Resina (l'odierna Ercolano), dove acquistò e fece restaurare la villa borbonica della Favorita, nella quale risiedette fino al 1885, quando gli fu concesso dal sultano ottomano di ritirarsi nel suo palazzo di Emirgan, sul Bosforo. Vi rimase più o meno in condizioni di prigionia dorata fino alla morte. È sepolto al Cairo.

## Onorificenze[8]

### Onorificenze straniere
- Membro onorario: Accademia bavarese delle scienze – 1874

## Albero genealogico
|                |   |                | Genitori |  |  | Nonni      |  |  | Bisnonni     |  |
|                |   |                |          |  |  | Mehmet Ali |  |  | Ibrahim Agha |  |
|                |   |                |          |  |  | Mehmet Ali |  |  | Ibrahim Agha |  |
|                |   | Zeynep         |          |  |  | Mehmet Ali |  |  |              |  |
| Ibrāhīm Pascià |   |                |          |  |  | Mehmet Ali |  |  |              |  |
|                |   | Amina Nosratli | …        |  |  |            |  |  |              |  |
|                |   | Amina Nosratli | …        |  |  |            |  |  |              |  |
|                |   | Amina Nosratli | …        |  |  |            |  |  |              |  |
| Isma'il Pascià |   | Amina Nosratli |          |  |  |            |  |  |              |  |
|                | … | …              |          |  |  |            |  |  |              |  |
|                | … | …              |          |  |  |            |  |  |              |  |
|                | … | …              |          |  |  |            |  |  |              |  |
| Hoshiar Walda  | … |                |          |  |  |            |  |  |              |  |
|                |   | …              | …        |  |  |            |  |  |              |  |
|                |   | …              | …        |  |  |            |  |  |              |  |
|                |   | …              | …        |  |  |            |  |  |              |  |
|                |   | …              |          |  |  |            |  |  |              |  |